# NGC 658

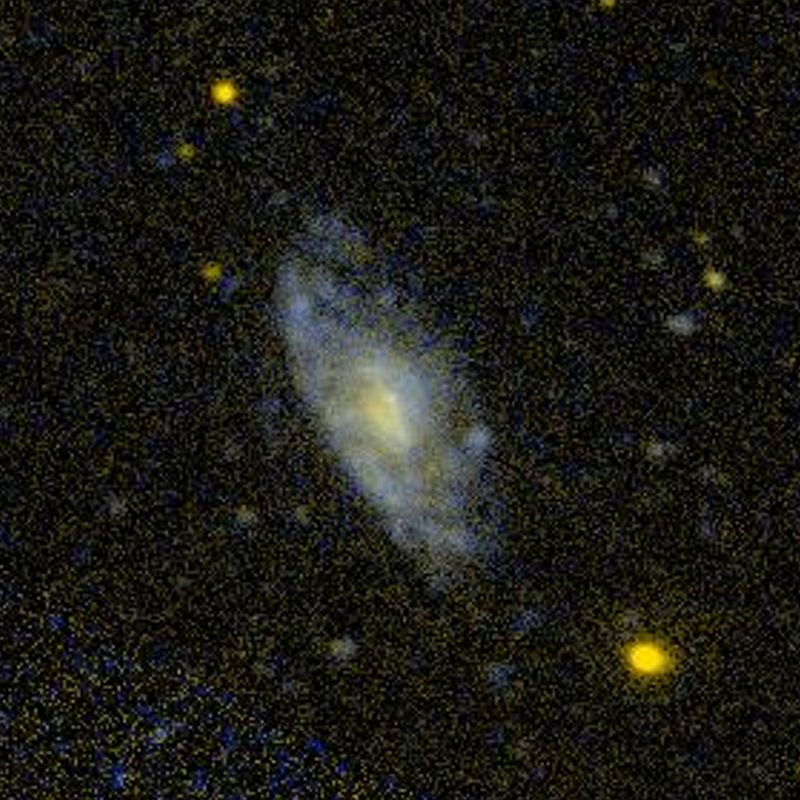
NGC 658

NGC 658 este o galaxie spirală situată în constelația Peștii. A fost descoperită în 27 noiembrie 1880 de către Édouard Stephan. De asemenea, a fost observată încă o dată în 17 septembrie 1885 de către Lewis Swift.